# Claudine Prudencio
Claudine Afiavi Prudencio, née le 18 novembre 1966 à Cotonou (Bénin), est une femme politique béninoise. Elle est la présidente de l'Institut national des femmes du Bénin, nommée en conseil des ministres. Présidente du parti nouveau parti Renaissance Nationale, ex-Union pour le développement d’un Bénin nouveau (UDBN), elle fut plusieurs fois députée et ministre.
D'octobre 2010 à juin 2021, elle est présidente de l'UDBN. Entre 2010 et 2011, elle est ministre de l’Artisanat et du Tourisme, entre 2011 et 2015 députée de la 6e législature et première secrétaire parlementaire, membre du Parlement panafricain puis entre 2015 et 2019 députée de la 7e législature, présidente de la commission de l'Éducation, de la Culture, de l'Emploi et des Affaires sociales, membre du Parlement panafricain et de l’assemblée parlementaire de la francophonie.
Le 11 décembre 2024, Claudine Afiavi Prudencio est nommée ministre-conseiller auprès du président de la République chargée de la Santé.

## Biographie

### Études et carrière professionnelle

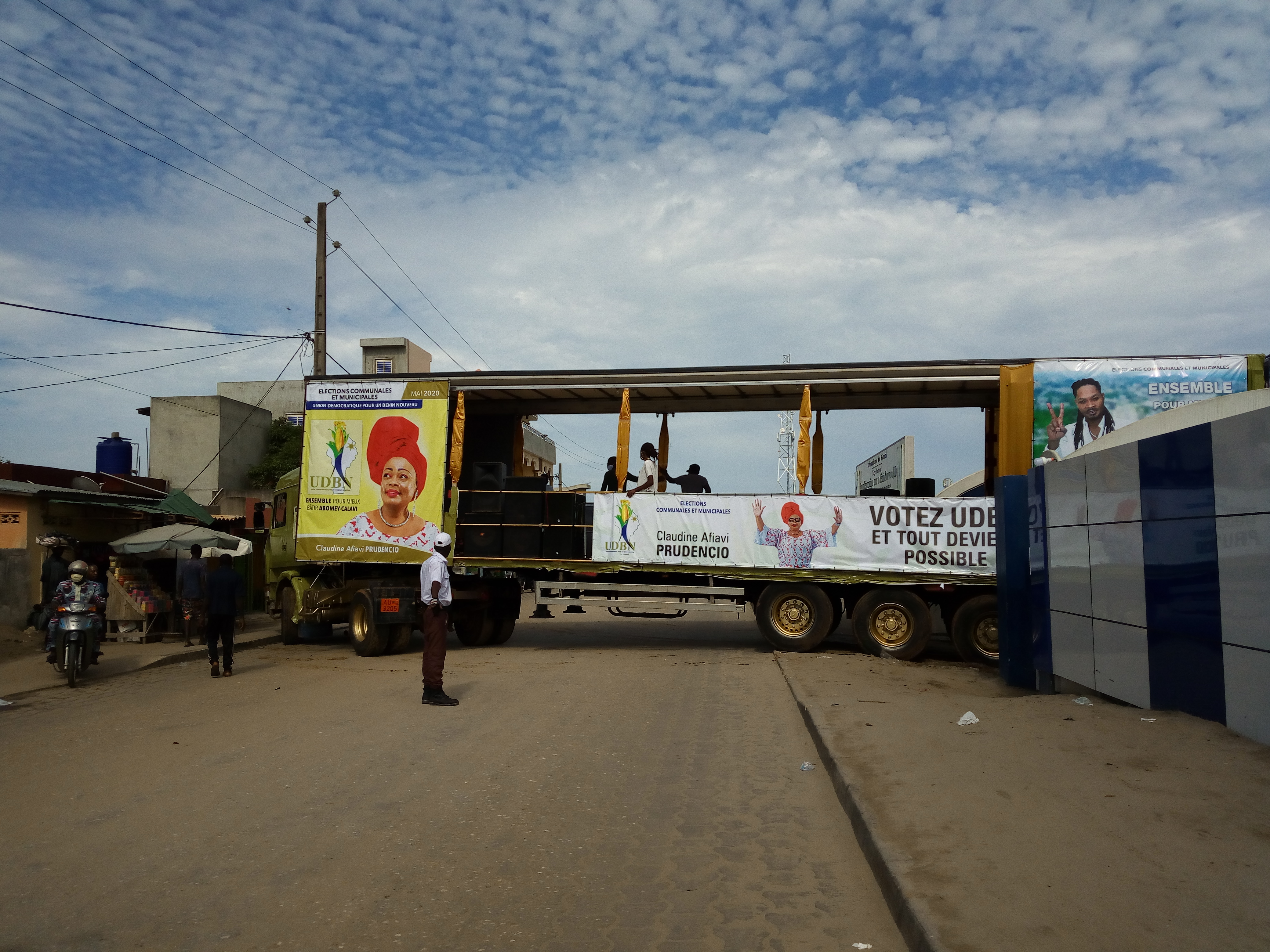
Affiche de campagne de Claudine Prudencio lors des élections municipales de 2020, sous la bannière de l'UDBN.

Claudine Prudencio est titulaire d'une maîtrise en sciences juridiques option droit des affaires et carrières judiciaires à l'université nationale du Bénin (UNB), d'un DEA en droit international du développement (Rome, Italie) et d'un DESS en gestion de la micro-entreprise au CIESA (Centre international d'études supérieures appliquées, Edmundston, Nouveau-Brunswick, Canada),.
Elle devient ensuite enseignante à l'université d'Abomey-Calavi (UAC, nouveau nom de l'UNB). Ses domaines de compétence couvrent, entre autres, l’arbitrage commercial international et les techniques de médiation, de conciliation et de négociation, les techniques d’investigation en matière de crimes économiques et de blanchiment, le droit de la concurrence dans l’espace UEMOA et la passation des marchés publics.
Elle intègre par la suite[Quand ?] le secteur privé, devenant conseillère spéciale chargée du partenariat public-privé du Groupe Petrolin et représentante de la filiale infrastructure du groupe PIC Network Limited en Afrique. Elle est également la vice-présidente de PIC International, la filiale béninoise des infrastructures du groupe ainsi que l'inspectrice générale de la fondation Espace Afrique.

### Carrière politique
Claudine Prudencio est aussi femme politique, ancienne ministre de l'Artisanat et du Tourisme et ancienne députée à l'Assemblée nationale des sixième et septième législatures, présidente du groupe parlementaire d'amitié Bénin-Japon, présidente de la commission de l'Éducation, de la Culture, de l'Emploi et des Affaires sociales de la sixième législature, et première secrétaire parlementaire de cette même législature. Elle a également été membre du Parlement panafricain à Johannesburg (Afrique du Sud) et membre de l'Assemblée parlementaire de la francophonie.
En 2010, elle crée le parti Union pour le développement d’un Bénin nouveau.
Le 19 juin 2021, Claudine Prudencio laisse sa place à la professeure Sylvie de Chacus à la présidence de son parti.
Le mercredi 11 décembre 2024, elles est nommée ministre conseiller à la Santé par la président Patrice Talon.

## Distinctions et prix
- Commandeur de l'ordre national du Bénin (2012)
- 2015 : Prix Paul Harris Fellow[10] (PHF)